# Chata PTTK v Doline Roztoki
Chata PTTK v Dolině Roztoki (polsky Schronisko PTTK w Dolinie Roztoki) nebo Chata PTTK Wincenty Pola v Dolině Roztoki (polsky Schronisko PTTK im. Wincenty Pola w Dolinie Roztoki), další názvy (polsky Schronisko Roztoka, Schronisko Roztockie, Schronisko w Starej Roztoce německy Roztokahütte, maďarsky Roztoka-menedékház) je turistická chata v polské části Vysokých Tater. Navzdory jménu „Chata v Dolině Roztoki“ stojí blízko Doliny Roztoki v Bielovodské dolině na polaně Stara Roztoka.
Nocležníkům nabízí 75 lůžek ve dvou až devítilůžkových pokojích, je v ní bufet, jídelna a společenská místnost. V pokojích je elektrický proud, teplá voda, k dispozici je internet. Od července do konce září se zde konají mše.

## Historie
V roce 1876 v Dolině Roztoki při cestě na Morské oko, pod vedením Wojciecha Röszke a Leopolda Świerże, postavili v polských Tatrách druhou chatu (po staré Chatě PTTK nad Morským okem). Pojmenovali ji po Wincentowi Polovi, polském básníkovi a geografovi. V roce 1887 Walery Eljasz-Radzikowski vytýčil k chatě turistický chodník z Jaszczurówki, přes Waksmundzkú Poľanu a Mickiewiczovy vodopády. Byl to první značený turistický chodník v polských Tatrách.
Chata měla dvě místnosti, otevřená byla jen v létě. Prvním chatařem byl goral Franciszek Dorula. I přesto, že ji opravoval, tak chata pomalu chátrala. V roce 1911 ji rozebrali a vedle ní postavili současnou chatu. V 30. letech 20. století byla několikrát modernizována. Dřevěná chata dýchá atmosférou dávných dob. V meziválečných letech, když chatu vedla rodina Grabowských, byla hlavní základnou polských i slovenských horolezců.
Na začátku druhé světové války byla chata opuštěna. Od října 1939 do února 1940 se o chatu staral horolezec Tadeusz Pawłowski, jeho manželka Janina, sestra Ada Kopczynska a Włodzimierz Gosławski. Stala se útočištěm válečných uprchlíků směřujících přes Tatry do Maďarska. Později v ní, během války, měla základnu německá pohraniční stráž. Po válce se vrátila ke svému poslání. Do roku 1950 ji vedl Kazimierz Paszucha, potom Józef Januszkowski a Paweł Vogel. Od roku 1974 v ní hospodařila rodina Pawlowských. Od podzimu 2008 je chatařkou Anna Krupová z Chochołówa.

## Turistika
- – zelená značka spojuje chatu s Mickiewiczovými vodopády (k vodopádům trvá cesta 15. min a zpět 10. min).

Chodník se připojuje i na jiné trasy:
 – prodloužení zelené značky z chaty do Doliny Roztoki a dále do Doliny Pięciu Stawów Polskich.
- délka túry od vodopádů do Doliny Pięciu Stawów Polskich: 2:05h, ↓1:30h

 – po červené značce z Toporowej Cyrhli přes Psiu Trawku, Rówień Waksmundzku a potom po cestě na Morskie Oko.
- délka túry z Równe Waksmundzké k vodopádům: 1:15h, zpět 1:35h
- Čas túry od vodopádů na Morskie oko: 1:30h, ↓1:15h

 – cesta na parkoviště Palenica Białczańska. Délka túry od vodopádů: 40 min.